# Chitkota, Homnabad
Chitkota là một làng thuộc tehsil Homnabad, huyện Bidar, bang Karnataka, Ấn Độ.